# Děkanát Zlín
Děkanát Zlín je územní část olomoucké arcidiecéze. Tvoří ho 13 farností. Děkanem je R. D. Mgr. Kamil Obr, místoděkanem je R. D. Mgr. Ing. Pavel Šupol.

## Historie děkanátu
Děkanát Zlín (původně Gottwaldov) vznikl k 3. lednu 1952 sloučením napajedelského, pozlovského a vizovického děkanátu. V roce 1974 byl vizovický děkanát opět oddělen a zároveň byly farnosti Luhačovice a Pozlovice přičleněny k děkanátu Valašské Klobouky.

## Přehled farností děkanátu Zlín
| Farnost                               | Farní kostel                   | Správce                            | Web farnosti |
| ------------------------------------- | ------------------------------ | ---------------------------------- | ------------ |
| Březnice u Zlína                      | sv. Bartoloměje                | R. D. Jaroslav Polách              |              |
| Halenkovice                           | sv. Josefa                     | excurrendo Spytihněv               |              |
| Lhota u Malenovic                     | sv. Anny                       | excurrendo Zlín-Malenovice         |              |
| Mysločovice                           | Nejsv. Trojice                 | R. D. ICLic. Mgr. Miroslav Obšivan |              |
| Napajedla                             | sv. Bartoloměje                | R. D. Josef Říha                   |              |
| Otrokovice                            | sv. Vojtěcha                   | R. D. Mgr. Ing. Pavel Šupol        |              |
| Pohořelice                            | sv. Jana Nepomuckého           | R. D. Mgr. Jan Lisowski            |              |
| Spytihněv                             | Nanebevzetí P. Marie           | R. D. ThLic. Tomáš Káňa, Th.D.     |              |
| Tlumačov                              | sv. Martina                    | excurrendo Mysločovice             |              |
| Velký Ořechov                         | sv. Václava                    | R. D. Mgr. Tomáš Strogan           |              |
| Zlín – Malenovice                     | sv. Mikuláše                   | R. D. Mgr. Miroslav Strnad         |              |
| Zlín – sv. Filip a Jakub              | sv. Filipa a Jakuba            | R. D. Mgr. Kamil Obr               |              |
| Zlín – Panny Marie Pomocnice křesťanů | Panny Marie Pomocnice křesťanů | P. Dan Žůrek, SDB                  |              |